# Эти… три верные карты…
«Эти… три верные карты…» (лит. Tos… trys tikrosios kortos…) — экранизация повести А. С. Пушкина «Пиковая дама» режиссёра Александра Орлова. Экранизация снята на Литовской киностудии в Вильнюсе при поддержке «Ленфильма» в 1988 году. Фильм снят в тёмных тонах, что придаёт картине большую мрачность и мистицизм.

## Сюжет
Обрусевший инженер германского происхождения Германн копит деньги, потому не играет на званных вечерах, но загадку игры он разгадать желает. Особенно его жажда становится невыносимой, когда его приятель Томский говорит о том, что его бабушка, старая графиня, знает секрет выигрышной комбинации карт. После этого мысли Германна лишь о том, как попасть в дом старой графини и узнать секрет трёх карт. Он обманным путём, притворившись влюблённым, проникает в особняк, где дожидается старую графиню. Упросить её раскрыть так мучивший его секрет у главного героя не получается, тогда он угрожает старой женщине. Её сердце не выдерживает, и она умирает, но это ещё не конец истории: графиня приходит к главному герою во сне и рассказывает о трёх картах. Главный герой пробует комбинацию, но терпит фиаско.

## В ролях
- Александр Феклистов — Германн
- Вера Глаголева — Лиза
- Стефания Станюта — графиня Анна Федотовна в старости
- Илзе Лиепа — графиня в молодости
- Владимир Осипчук — Томский
- Михаил Данилов — Чекалинский
- Сергей Варчук — Нарумов
- Константин Лукашов — Сурин
- Сергей Бехтерев, Игорь Иванов, Юрий Дедович, Сергей Мигицко, Юрий Башков, Владимир Марков — игроки

## Съёмочная группа
- Александр Орлов — режиссёр фильма
- Владимир Иванов, Владимир Ковзель — операторы фильма
- Александр Орлов, Александр Шлепянов, Александр Пушкин — авторы сценариев
- Эдуард Артемьев — композитор
- Римантас Брасюнас — звукооператор
- Алексей Федотов — главный художник

## О фильме
По отзывам критиков, режиссёр Александр Орлов кардинально изменил первоначальный замысел отснятых в предыдущие годы картин по данной повести. Главному герою он придал черты мякгохарактерности, беззащитности и нерешительности.
Кинокритики также отмечают определённое цветовое решение режиссёра. Атмосфера фильма передаётся причудливыми сочетаниями золотого и чёрного, что придаёт определённый мистицизм.
"Рождается острое чувство тоски и неприкаянности, одиночества человеческой души перед стремительно пролетающей, недоступной его постижению реальностью. И герои проваливаются, как в небытие, в мучительные, гнетущие сновидения," — отмечает Н. В. Ростова.
Точно добавленные детали подчёркивают безысходность и мучительность реальности, в которой ни для графини, ни для главного героя неисполнимо желаемое.
Е. Е. Прощин отмечает, что в данной кинокартине «наблюдается обращение к „атмосферному“ решению сцены. Акцент поставлен на крайне нестабильном психологическом состоянии героя, который чувствует себя как бы на грани реального и иллюзорного, не в силах понять, мерещится ему происходящее или же всё это — лишь игра полубольного сознания. Из пушкинских деталей оставлено само явление графини, такое же полуявное, как ощущение мира Германном (сначала образ графини мелькает в зеркале, и только потом она возникает в кадре не как отражение). В данном случае режиссёр делает акцент на ирреальности происходящего, но она имеет явно психологическое обоснование: камера демонстрирует нам не объективность, но точку зрения героя на мир».